# Полет 540 на ČSA
Полет 540 на ČSA е редовен международен пътнически полет от международното летище „Прага-Рузине“, Прага, Чехословакия, до международното летище „Мехрабад“, Техеран, Иран, с планирани междинни кацания в Дамаск, Сирия и Багдад, Ирак, управляван от ČSA. През нощта на 20 август 1975 г. самолетът „Ил-62“, който изпълнява полета, се разбива на 17 км от летището в Дамаск, докато се спуска към пистата при ясно време. При удара в земята машината се разпада и запалва, а това убива 126 от 128-те пътници и екипаж на борда.
Това е най-тежката въздушна катастрофа в историята на Сирия и най-тежката въздушна катастрофа за авиокомпанията. Причините за катастрофата не са определени, но според някои експерти разпределението на останките на мястото на инцидента и нанесените щети по тях предполагат контролиран полет в терена след грешка на екипажа. Аутопсията на тялото на капитана показва наличие на алкохол, който той консумира преди полета. Предполага се за наличието на разногласия между членовете на екипажа, въпреки че официалните протоколи не доказват това. Съществуват и теории за свалянето на самолета от ракета, но нито една от тях не е потвърдена.